# 내시 (1968년 영화)
근세왕궁최대의 생전…— 영화의 태그 라인

내시 (한자: 內侍)는 1968년 공개된 대한민국의 영화이다.

## 배역
- 신성일
- 윤정희
- 박노식
- 남궁원
- 도금봉
- 허장강
- 김혜정
- 박상익
- 최남현
- 한은진
- 한유정
- 송미남
- 임성빈
- 이향
- 이강조
- 문미봉